# Robert Verbelen
Robert Peter Jan Verbelen (Herent, 5 april 1911 - Wenen, 28 oktober 1990) was een Vlaams SS-officier tijdens de Tweede Wereldoorlog. Hij was leider van het Veiligheidskorps van DeVlag en medewerker van de Sicherheitsdienst (SD). Het Korps hield verschillende razzia's tegen leden van het verzet, zoals die in Meensel-Kiezegem waarbij 4 burgers omkwamen, en 95 gijzelaars werden weggevoerd naar concentratiekampen, van wie er slechts 28 overleefden.

## Levensloop
Verbelen was de zoon van een Belgischgezinde politiecommissaris die aan zijn kinderen een Franstalige opvoeding gaf. Een broer van Robert Verbelen was tijdens de Tweede Wereldoorlog commandant in de Witte Brigade.
Hij militeerde voor Vlaamse afscheiding en trad bij de stichting van het VNV (1933) toe tot deze Nieuwe Orde-partij, waar hij het tot gewestleider voor Leuven bracht. Beroepshalve was hij journalist en hij werd ook algemeen secretaris van de Vlaamse Voetbalbond.
Tijdens de oorlog trad hij als een der eersten toe tot de Algemeene SS-Vlaanderen. Hij werd in 1942 hoofd van een cel binnen de DeVlag die zou uitgroeien tot het Veiligheidskorps. In die hoedanigheid organiseerde hij doodseskaders die zich bezig hielden met mishandelingen, razzia's, deportaties en moorden. Hij waarschuwde al wie op zijn zwarte lijst terechtkwam: Naast de zwarte lijsten die de Anglofielen en de bolsjewisten-vereerders met zoveel ijver aanleggen, maken wij ook onze lijsten klaar... En laten zij nu nog zozeer geloven aan een Engelse overwinning, wij weten zo zeker als God leeft, dat de mannen onzer lijsten het eerst aan de beurt zullen komen, het eerst zullen worden afgeschreven, het eerst zullen worden gelikwideerd. De Groep-Verbelen viseerde niet alleen verzetslieden, maar ook inspirerende figuren die vaderlandsliefde konden opwekken. Verbelen was degene die, na groen licht van Himmler en in samenwerking met Tony Van Dijck, opdracht gaf tot het vermoorden van onder meer Alexandre Galopin (28 februari 1944). Ook Michel Devèze, Charles Collard, Robert de Foy en vele anderen kregen die beruchte nacht moordcommando's achter zich aan. Enkele maanden vóór de bevrijding, in mei 1944, werd een 60 man sterk Veiligheidskorps gecreëerd dat onder leiding van Verbelen de intensiteit van de terreur opdreef. Het was betrokken bij de razzia's van Meensel-Kiezegem en voerde aanvallen uit op cafés met granaten en machinegeweren. In het politiecommissariaat van Vorst zette het korps vier politieagenten tegen de muur. 
In 1947 werd Verbelen bij verstek ter dood veroordeeld door de krijgsraad van Brabant voor zijn verantwoordelijkheid in het ombrengen van 101 Belgische burgers. Zijn handelingen werden aangemerkt als oorlogsmisdaden en daden van blind terrorisme.
Hij was echter in 1944 naar Duitsland gevlucht en zetelde er in de efemere Vlaamsche Landsleiding als verantwoordelijke voor de politie. Het speciale politiebataljon dat hij oprichtte om België te heroveren, werd ontbonden in maart 1945. Vervolgens trok hij naar Oostenrijk, waar hij onder schuilnamen voor de Amerikaanse inlichtingendiensten werkte. Hij werkte ook als informant voor de Oostenrijkse federale politie. Als dank kreeg hij in 1959 de Oostenrijkse nationaliteit en trad voortaan onder zijn echte naam naar buiten.
In april 1962 maakte het Wiesenthalinstituut informatie over hem over aan de Openbare aanklager in Wenen. Ook hadden Oostenrijkse verzetsgroepen hem ontmaskerd als de man die onder het pseudoniem Jean Marais schreef voor een neonaziblad in Wenen. Hij werd onmiddellijk gearresteerd en zou vijf jaar in de cel blijven. België vroeg zijn uitlevering, maar dit werd geweigerd nadat Verbelen zijn Oostenrijkse nationaliteit door een rechtbank bevestigd kreeg. Als gevolg hiervan verscheen hij in november 1965 voor een Oostenrijkse strafrechter, op beschuldiging van zeven moorden. De ex-jezuïet Marcel Brauns trad op als getuige ten ontlaste. De jury vond dat Verbelen had aangezet tot twee moorden, maar oordeelde dat hij op bevel van zijn oversten had gehandeld en sprak hem vrij. Het Opperste Gerechtshof verbrak dit vonnis omdat overheidsbevel hoogstens een verzachtende omstandigheid kon zijn, maar het proces werd nooit meer hernomen. Om de publieke verontwaardiging in België te sussen richtte de regering het Navorsings- en studiecentrum voor de Geschiedenis van de Tweede Wereldoorlog op.
Verbelen leefde ongestoord verder in Oostenrijk. Hij gaf lezingen en publiceerde regelmatig in extreemrechtse (neonazi) publicaties. Hij schreef ook politie- en spionageromans.
Na het Klaus Barbie-schandaal begon het Office of Special Investigations in 1984 een onderzoek naar Verbelen. De conclusie was dat hij paste in een typisch patroon waarbij het Counter Intelligence Corps voormalige nazi's beschermde en gebruikte in de jacht op communisten. Omgekeerd kon Verbelen dankzij de Amerikanen zijn positie in Oostenrijk veilig stellen.
Hij was met een Oostenrijkse getrouwd en ze hadden een zoon en een dochter. Het hele gezin bleef het extreemrechtse en nazistische gedachtegoed aankleven. Hij stierf aan de gevolgen van een hersenbloeding.

## Militaire loopbaan
- SS-Hauptsturmführer:
- SS-Sturmbannführer:[1]

## Decoraties
- Kruis voor Oorlogsverdienste[3]

## Publicaties
- Mister Incognito, Wolfsberg, 1966
- Mister Incognito, Paris, Presses de la Cité, 1967
- Le hibou appelle à minuit, Paris, Presses de la Cité, 1968
- Der Mond wird Weinen, Wenen, 1969
- Der Kauz ruft um Mitternacht, Wenen, 1970
- Die Nonne und der Partisan, Oldendorf, 1973
- Die Revolution kann warten, Agentenkrieg in Spanien 1974
- Auch Riesen können wanken, Klosterneuburg, 1978
- Der Teufel spielt Schach, Wenen, 1980
- Die stählerne Faust: Widerstand in der Sowietunion, 1980
- Fridolin, der Flämische Don Quichotte, Wenen, 1982
- Flandrens Traum vom Reich, 1983 (onder pseudoniem R. Russelberg)
- Der Affe auf dem Galgen
- Der Tod hat weiche Hände
- Gott hat geschlitzte Augen